# Maya Jane Coles
Pour les articles homonymes, voir Maya et Coles (homonymie).
Maya Jane Coles est une artiste de musique électronique, née vers 1988 à Londres. Sous son propre nom, elle joue et compose surtout de la deep house, tandis qu'elle réserve plutôt son pseudonyme Nocturnal Sunshine au dubstep. Maya forme aussi le duo She Is Danger avec Lena Cullen,.
Elle est la fille de Luriko Coles et de Michael Coles, graphiste, auteur entre autres de la grande majorité des pochettes du groupe Killing Joke.

## Débuts
Maya affirme avoir commencé à se passionner pour la musique au début de l'adolescence puis décide à 15 ans d'apprendre à utiliser Cubase.  Quelques années plus tard, elle sort deux premiers maxis chez le label Dogmatik Records, en 2008 et 2009.

## 2010-2012: la révélation
Après avoir remixé des groupes comme Massive Attack ou Gorillaz avec son duo She Is Danger,, elle sort de son relatif anonymat en 2010, signant un quatre-titres sur le label de Frank Roger, Real Tone Records. Elle est alors considérée comme l'une des plus grosses révélations de 2010, son morceau What They Say issu du maxi du même nom figurant même parmi les titres les plus référencés de l'année par les DJ.
À partir de 2011, elle fait la une de magazines spécialisés tels que Mixmag et sa renommée grandissante lui ouvre de nouvelles portes, comme celles de la BBC Radio 1, qui l'invite à réaliser son propre  Essential Mix sur ses ondes. Fin 2011, Resident Advisor la fait figurer dans son classement annuel des meilleurs DJ de 2011, à la neuvième place, tandis que DJ Mag la désigne musicien britannique de l'année.
En 2012, Maya Jane Coles est appelée à mixer pour la collection DJ-Kicks. Le volume qu'elle réalise sort en avril et reçoit de bonnes appréciations des critiques spécialisés,,. En fin d'année, le magazine Rolling Stone la place en 14e position de son classement des 25 DJ les plus influents de la planète, et Resident Advisor lui attribue le 10e rang.

## 2012-2013: lancement du label I Am Me et sortie deComfort
Le 7 décembre 2012, date de la sortie du premier maxi — le 4 titres Easier to Hide, dont elle est l'auteur — marque ses débuts en tant que productrice sur le label qu'elle vient de fonder, I Am Me. Quant à son premier album, après en avoir initialement programmé la sortie en 2012, Coles annonce qu'elle prévoit son avènement début 2013, en raison d'une tournée particulièrement chargée ; la sortie de ce dernier, Comfort, est finalement annoncée pour le 28 juin 2013.

## Discographie

### En tant que Maya Jane Coles

#### Album studio
2013 : Comfort
2017: Take Flight

#### Maxis et singles
| Année | Maxi                       | Label             | Critique         |
| ----- | -------------------------- | ----------------- | ---------------- |
| 2008  | Sick Panda                 | Dogmatik Records  |                  |
| 2009  | Monochrome EP              | Dogmatik Records  |                  |
| 2010  | What They Say              | Real Tone Records | Resident Advisor |
| 2010  | Cool Down EP               | Dogmatik Records  |                  |
| 2010  | Humming Bird EP            | Hypercolour       |                  |
| 2011  | Focus Now                  | 20:20 Vision      | Resident Advisor |
| 2011  | Beat Faster                | Mobilee           |                  |
| 2011  | The Remixes                | Real Tone Records |                  |
| 2011  | Dont Put Me In Your Box EP | Hypercolour       | Resident Advisor |
| 2012  | Easier to Hide             | I Am Me           | Resident Advisor |

### En tant que Nocturnal Sunshine
| Année | Maxi                      | Label          | Critique         |
| ----- | ------------------------- | -------------- | ---------------- |
| 2010  | Can't Hide the Way I Feel | LMD SkunkWorks | Resident Advisor |